# Langenprozelten

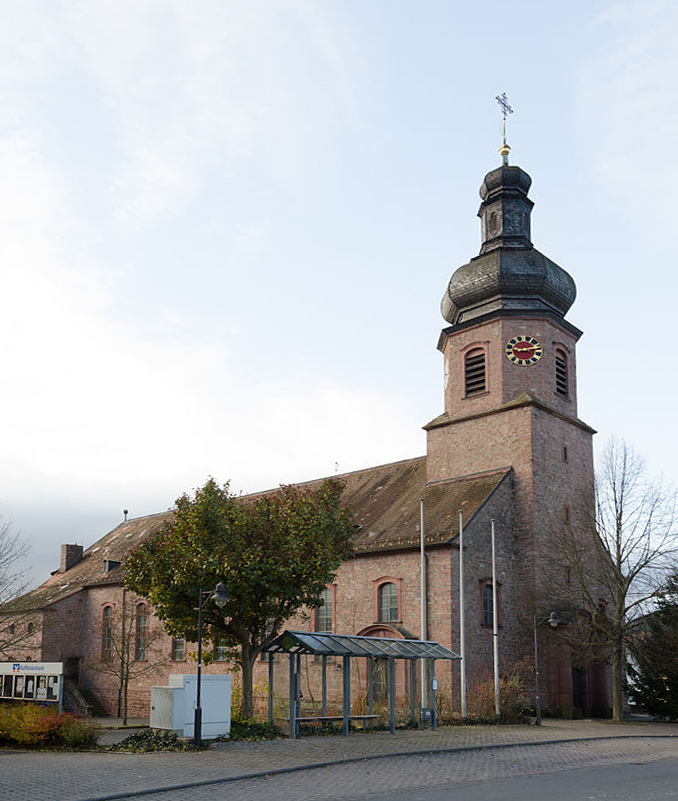
Katholische Pfarrkirche St. Wendelinus

Langenprozelten ist ein Gemeindeteil der Stadt Gemünden am Main im unterfränkischen Landkreis Main-Spessart in Bayern.

## Geographie
Das Pfarrdorf liegt am rechten Mainufer auf 157 m ü. NHN, an der Trasse der Main-Spessart-Bahn zwischen Gemünden am Main und Neuendorf. Nördlich des Ortes verläuft die Bundesstraße 26. Im westlichen Teil der Gemarkung befindet sich das Pumpspeicherkraftwerk Langenprozelten. Nach Langenprozelten ist das gemeindefreie Gebiet Langenprozeltener Forst benannt.

## Name
Der Name setzt sich wohl aus dem mittelhochdeutschen Wort brat, das Braten oder Fleisch bedeutet, und dem althochdeutschen selde für Haus zusammen. Bratselde bedeutet demnach etwa so viel wie Ort, an dem Reisende speisen können; etwa eine Herberge. Der Zusatz Langen wurde zur Unterscheidung von Dorf- und Stadtprozelten hinzugefügt.

## Geschichte
Langenprozelten wurde 1184 als „Bratselde“ erstmals urkundlich erwähnt. Seit etwa 1800 ist die Schreibweise Langenprozelten gebräuchlich. Das Dorf gehörte seit 1276 zum Kloster Schönrain, das es nach seinem wirtschaftlichen Niedergang 1319 an die Grafen von Rieneck verkaufte. Nach dem Aussterben der Grafen von Rieneck fiel Prozelten 1559 an Kurmainz. 1607 zählte das Dorf etwa 500 Einwohner. Am Ende des Dreißigjährigen Krieges waren nur noch 40 Menschen am Leben. 50 Jahre nach dem Krieg hatte Prozelten wieder ungefähr 600 Einwohner. 1814 ging Langenprozelten an Bayern.
Im Jahre 1862 wurde das Bezirksamt Lohr am Main gebildet, auf dessen Verwaltungsgebiet Langenprozelten lag. 1939 wurde wie überall im Deutschen Reich die Bezeichnung Landkreis eingeführt. Langenprozelten war nun eine der 26 Gemeinden im Landkreis Lohr am Main (Kfz-Kennzeichen LOH).
Am 4. April 1945 beantwortete die anrückende US-Armee den Abschuss eines Panzers mit Artillerie-Beschuss und einem Angriff von Jagdbombern auf den Ort.  
Die Gemeinde, unmittelbar an der Landkreisgrenze zu Gemünden am Main, fühlte sich vom Landkreis Lohr vernachlässigt und stellte deshalb 1952 den Antrag auf Zuteilung zum Landkreis Gemünden. Mit Auflösung der Landkreise Lohr und Gemünden im Jahre 1972 kam Langenprozelten in den neu gebildeten Landkreis Main-Spessart (Kfz-Kennzeichen KAR, ab 1979 MSP).
Am 1. Januar 1978 wurde die bis dahin selbstständige Gemeinde Langenprozelten nach Gemünden am Main eingemeindet.